# Günter Schabowski
Günter Schabowski (Anklam, 4 de enero de 1929-Berlín, 1 de noviembre de 2015) fue un funcionario del Partido Socialista Unificado de Alemania (SED, por sus iniciales en alemán), el partido predominante durante la mayor parte de la existencia de la República Democrática Alemana. Schabowski ganó fama mundial en noviembre de 1989 por propiciar accidentalmente la desaparición de la frontera interalemana, empezando por el Muro de Berlín.

## Biografía

### Primeros años
Schabowski nació en la localidad de Anklam, Pomerania (ahora parte del estado federado de Mecklemburgo-Pomerania Occidental). Estudió periodismo en la Universidad Karl Marx de la ciudad de Leipzig, después de lo cual se hizo redactor de la revista Tribüne.
En 1952 entró en el SED. En 1978 se convirtió en el principal redactor del periódico Neues Deutschland (“Alemania nueva”), que, como órgano oficial del SED, era considerado el periódico principal en la RDA. En 1981 fue admitido en el comité central del SED. En 1985 fue nombrado Secretario General del sector de Berlín Este del SED y miembro del Politburó (Politbüro) del mismo.

### Papel en la caída del Muro de Berlín

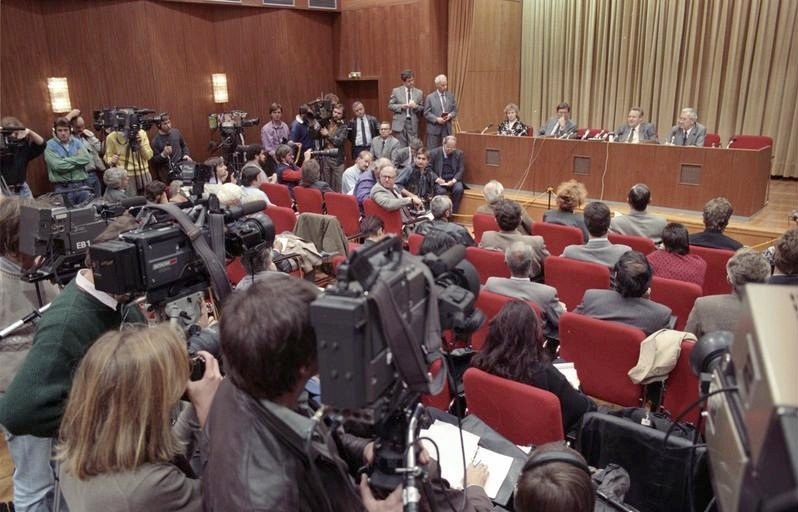
La conferencia de prensa el 9 de noviembre de 1989. Riccardo Ehrman está sentado en el podio, con la mesa detrás de él. Schabowski (segundo desde la derecha, sentado a la mesa) habla ante los micrófonos.

El 4 de noviembre de 1989 habló durante la manifestación de Alexanderplatz, en la que fue abucheado por manifestantes que pedían la democratización del régimen de la RDA. El histórico 9 de noviembre de 1989, Schabowski anunció erróneamente, en una rueda de prensa internacional en directo, que (a todos los efectos) todas las leyes para viajar al extranjero habían sido derogadas, con efecto inmediato (ab sofort), contestando la pregunta que le hizo el periodista italiano Riccardo Ehrman, corresponsal de la agencia de noticias ANSA. Curiosamente, el error fue solamente respecto a la fecha, ya que el plan inicial era derogar las leyes (vistas ya como insostenibles debido a las salidas masivas de alemanes del este a la RFA a través de Hungría y Checoslovaquia) la mañana siguiente.
Decenas de miles de alemanes orientales acudieron inmediatamente al Muro de Berlín, donde los guardias fronterizos se vieron forzados a abrir las vías de acceso al Berlín Occidental a causa de la presión popular, lo que desembocó en la posterior caída y el desmantelamiento del Muro. En las siguientes purgas de la vieja guardia, Schabowski fue expulsado rápidamente del SED (que por entonces se convirtió en el Partido del Socialismo Democrático, o PDS), a pesar de que en 1989 había sido galardonado con la entonces prestigiosa Orden de Karl Marx.

### Tras la disolución de la RDA

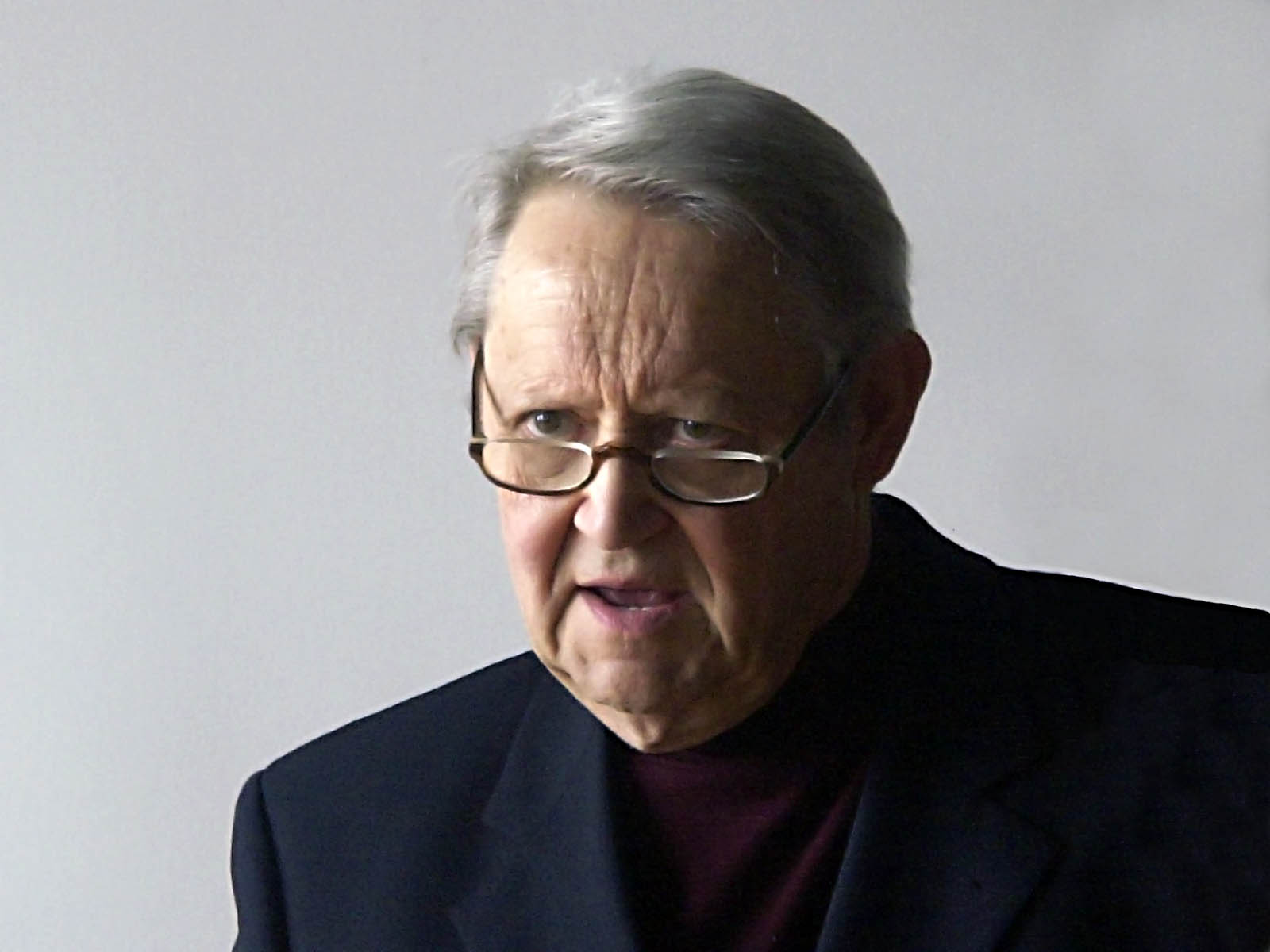
Günter Schabowski en 2007.

Luego de producida la reunificación alemana, Schabowski criticó duramente sus propias acciones en la RDA y las de sus compañeros del Politburó, así como al socialismo marxista-leninista en general. En el año 2004, era el único funcionario de alta graduación de la RDA que había descrito a la RDA como un grave error. Schabowski trabajó otra vez como periodista y redactor para un pequeño periódico local entre 1992 y 1999. Su apoyo a la Unión Democristiana de Alemania (CDU) hizo que algunos de sus aliados anteriores lo consideraran traidor. 
Junto a otras figuras principales del régimen de la RDA, fue condenado por asesinatos de refugiados. En agosto de 1997 Schabowski fue condenado junto con Egon Krenz y Günther Kleiber. El hecho de que aceptara su culpabilidad moral y renunciara a la RDA hizo que fuera condenado a solamente 3 años de prisión. En diciembre de 1999 se inició su reclusión en la Prisión de Hakenfelde en el distrito de Spandau, Berlín. Sin embargo, en septiembre de 2000 fue indultado por el alcalde de Berlín Eberhard Diepgen y puesto en libertad en diciembre de ese mismo año.
Los últimos años de su vida estuvo internado en una residencia de ancianos de Berlín, afectado por numerosos problemas de salud. Falleció allí el 1 de noviembre de 2015, a los 86 años.